# ميناميشيمبارا (ناغاساكي)
مدينة ميناميشيمبارا (بالإنجليزية: Minamishimabara)‏ هي أحد المدن التابعة لمحافظة ناغاساكي. تأسست رسميًا في 31/03/2006. ويقدر عدد سكانها بـ 52347 نسمة حسب تقدير مكتب الإحصاء الياباني لعام 2012. تبلغ مساحة ميناميشيمبارا 169.88 كم2. بكثافة سكانية تبلغ 308 نسمة/كم2.

## توأمة
لميناميشيمبارا (ناغاساكي) اتفاقيات توأمة مع:
- كييتي